# دانشگاه د مونته‌ویدئو
دانشگاه د مونته‌ویدئو (به لاتین: Universidad de Montevideo) یک دانشگاه در اروگوئه است که در مونته‌ویدئو واقع شده‌است.

## رنکینگ
مؤسسه QS که هرساله برترین دانشگاه‌های جهان را اعلام می‌کند این دانشگاه را در رده 469 دنیا و اول اروگوئه در سال 2022 رتبه‌بندی کرده‌است.

## دانشکده ها
دانشکده های دانشگاه  د مونته‌ویدئو عبارتند از:
- دانشکده علوم مدیریت و اقتصاد (دوره های کارشناسی و کارشناسی ارشد)
- دانشکده حقوق (دوره های کارشناسی و کارشناسی ارشد)
- دانشکده ارتباطات (دوره های کارشناسی و کارشناسی ارشد)
- دانشکده علوم انسانی (دوره های کارشناسی و کارشناسی ارشد)
- دانشکده مهندسی (دوره های کارشناسی و کارشناسی ارشد)
- IEEM (مدرسه بازرگانی - فقط برنامه های تحصیلات تکمیلی)
- مرکز علوم زیست پزشکی (فقط برنامه های تحصیلات تکمیلی)